# Brachymeles apus
Espèce
Brachymeles apus est une espèce de sauriens de la famille des Scincidae.

## Répartition
Cette espèce est endémique du Sabah sur l'île de Bornéo en Malaisie.

## Publication originale
- Hikida, 1982 : A new limbless Brachymeles (Sauria: Scincidae) from Mt. Kinabalu, North Borneo. Copeia, vol. 1982, no 4, p. 840-844.